# Crosia (bướm đêm)
Crosia  là một chi bướm đêm thuộc họ Noctuidae.